# 7933 Magritte
A 7933 Magritte (ideiglenes jelöléssel 1989 GP4) a Naprendszer kisbolygóövében található aszteroida. Eric Walter Elst fedezte fel 1989. április 3-án.